# اوجنیو کانفاری
اوجنیو کانفاری (ایتالیایی: Eugenio Canfari; ۱۶ آوریل ۱۸۷۷ – ۲۳ مارس ۱۹۶۲) یک بازیکن فوتبال اهل ایتالیا بود.
از باشگاه‌هایی که در آن بازی کرده‌است می‌توان به باشگاه فوتبال یوونتوس اشاره کرد.